# Be yourself (知念里奈の曲)
「Be yourself」（ビー・ユア・セルフ）は、1998年7月15日にソニー・ミュージックレコーズから発売された知念里奈の6枚目のシングル。

## 解説
ブルボン「プチ」CMソング。前作に続きトップ10入り。知念の歌で初の歌詞が日本語のみ。

## 収録曲
作詞：森浩美　作曲・編曲：葉山拓亮
1. Be yourself
2. Heart of voice
3. Be yourself （Backing Track）

## 収録アルバム

### Be yourself
- ベスト『Passage 〜Best Collection〜』（2000年3月23日）
- ベスト『Rina Chinen 20th Anniversary 〜Singles & My Favorites〜』（2017年2月8日）